# 괴산군 (1988년 선거구)
괴산군은 대한민국의 옛 국회의원 선거구이다. 당시 충청북도 괴산군 지역을 관할했다.

## 역사
제13대 국회의원 선거를 앞두고 진천군·괴산군·음성군 선거구에서 분리되면서 신설되었다.
제16대 국회의원 선거를 앞두고 진천군·음성군 선거구와 통합되면서 진천군·괴산군·음성군 선거구를 이루게 됨에 따라 폐지되었다.

## 역대 국회의원
| 선거   | 정당 | 정당       | 의원   |
| ------ | ---- | ---------- | ------ |
| 1988년 |      | 민주정의당 | 김종호 |
| 1992년 |      | 민주자유당 | 김종호 |
| 1996년 |      | 신한국당   | 김종호 |

## 역대 선거 결과

### 대한민국 제13대 국회의원 선거
|  | 68.43% |

|  | 31.56% |

### 대한민국 제14대 국회의원 선거
|  | 63.85% |

|  | 31.74% |

|  | 4.40% |

### 대한민국 제15대 국회의원 선거
|  | 53.58% |

|  | 27.09% |

|  | 9.72% |

|  | 4.98% |

|  | 4.61% |